# Mathias Rust
Mathias Rust (* 1. června 1968 Wedel, Šlesvicko-Holštýnsko, NSR) je německý amatérský letec, profesionální hráč pokeru a finanční analytik. Známým se stal poté, co 28. května 1987 přistál na Den pohraničních vojsk v Moskvě blízko Rudého náměstí. Přitom jen čtyři roky před tím, v září roku 1983, sestřelili Sověti nad Ochotským mořem jihokorejské civilní letadlo s 269 lidmi na palubě poté, co zabloudilo do jejich vzdušného prostoru.
Ilegální let provedl Mathias Rust lehkým jednomotorovým čtyřsedadlovým letounem Cessna 172 ve svých 18 letech. Trasa letu vedla z Hamburku na Island, odtud pak přes Helsinky do Moskvy. Po cestě přes Sovětský svaz ho několikrát sledovaly stíhačky i pozemní protiletadlová obrana, ani jednou však nedostaly povolení k palbě. Několikrát byl dokonce mylně považován za spřátelené letadlo.
Rust prohlásil, že chtěl vytvořit „imaginární most“ k Východu a že cílem jeho letu bylo snížit napětí a podezřívavost mezi oběma stranami studené války. Rustův hladký průlet vychvalovanou protiletadlovou obranou sovětského letectva měl velký dopad na sovětskou armádu a vedl k odvolání mnoha vedoucích důstojníků, mimo jiné i tehdejšího ministra obrany, maršála Sergeje Leonidoviče Sokolova, a hlavy vojsk protivzdušné obrany, leteckého esa z druhé světové války, maršála Alexandra Koldunova. Incident také usnadnil Michailu Gorbačovovi schvalování jeho reforem (odvoláním mnoha opozičních důstojníků) a snížil u veřejnosti prestiž sovětské armády, čímž napomohl ukončení studené války.

## Průběh letu
Rust byl ještě poměrně nezkušený pilot, měl nalétáno teprve 50 hodin. 13. května 1987 odletěl v 19.30 z letiště Uetersen nedaleko Hamburku ve vypůjčeném letounu Reims Cessna F172P Skyhawk II s imatrikulací D-ECJB. Cessna byla pro dálkový let upravena přidáním dalších palivových nádrží. Následující dva týdny strávil cestováním po Severní Evropě – přes Shetlandy a Faerské ostrovy doletěl do Reykjavíku, odkud po týdnu pokračoval přes Höfn, Shetlandy a Bergen do Finska. Později se vyjádřil, že už před odletem z Německa ho napadlo, že by mohl doletět až do Moskvy, a že cesta na Island (kde navštívil i dům Höfði, v němž se v říjnu 1986 konaly neúspěšné rozhovory mezi Spojenými státy a Sovětským svazem) tak byla vlastně zkouškou jeho leteckých schopností.

### Ve Finsku

Trasa Rustova letu

25. května 1987 přistál Rust na letišti Helsinky-Malmi. Po doplnění paliva 28. května oznámil řízení letového provozu, že se chystá pokračovat do Stockholmu, a ve 12.21 vzlétl. Cessna sice byla vybavena transpondérem pro ulehčení zaměření letadla radary, protože však nedostal Rust od Helsinek pokyny pro jeho nastavení, přístroj vypnul.
Několik minut od ukončení komunikace s řídicí věží stočil Mathias Rust letadlo na východ. Tamperští letečtí dispečeři se jej následně pokoušeli kontaktovat, neboť vstoupil do zakázaného finského vojenského vzdušného prostoru, on ale vypnul veškeré komunikační vybavení na palubě.
Rust se z radaru finského řízení letového provozu ztratil kolem jedné hodiny po poledni poblíž Sipoa. Patnáct minut poté se jim ozval pilot jednoho vrtulníku, že zahlédl olejovou skvrnu a nějaké trosky nedaleko místa, kde byl Rust naposledy viděn. Byla spuštěna záchranná operace, při níž asistovala i hlídková loď finské pohraniční stráže.[zdroj?] Prohledali vody v okolí oné skvrny, nic ale nenašli; přesto byla záchranná operace ukončena až poté, co se objevily zprávy o Rustově přistání. Později bylo za tuto akci po Rustovi vymáháno 100 tisíc amerických dolarů.[zdroj?]

### Přes Sovětský svaz
Rustova Cessna přeletěla pobřeží Estonska u města Kohtla-Jarve a zamířila k Moskvě. Ve 14.29 moskevského času se objevila na radaru sovětské protiletadlové obrany a poté, co neodpověděla na IFF signál, jí bylo přiděleno identifikační číslo 8255. Po nějakou dobu Rusta sledovaly hned tři divize protivzdušné obrany, povolení k palbě ale nedostaly. Všechny systémy vzdušné obrany byly uvedeny do plné pohotovosti a dva stíhací letouny z blízké letecké základny Tapa se mu vydaly naproti. Ve 14.48 zpozoroval jeden z pilotů blízko Gdova „bílé sportovní letadlo podobné Jakovlevu Jak-12“ , povolení k útoku ale nebylo uděleno.
Brzy poté ztratili stíhači s Cessnou kontakt. Rust u Staré Rusi[zdroj?] o něco klesl, aby se vyhnul nízké oblačnosti a námraze, a zmizel tak na chvíli ze sovětských radarů. Západoněmecký časopis Bunte později spekuloval, že zde dokonce mohl Rust na nějakou dobu přistát.[zdroj?] Opíral se při tom o to, že Rust se někde cestou převlékl a že mu cesta do Moskvy trvala mnohem déle, než by odpovídalo rychlosti jeho letadla a povětrnostním podmínkám.[zdroj?]
Když se Rustova Cessna po vystoupání zpět do výšky 2500 stop (asi 800 metrů) na obrazovky radarů vrátila, nacházela se už v dalším sektoru. Vojska protivzdušné obrany byla totiž nedlouho předtím rozdělena na správy jednotlivých oblastí, což sice zjednodušilo řízení, ovšem potřeba shánět oblastní vedoucí značně zpomalovala komunikaci, zvláště pak na hranicích těchto oblastí.[zdroj?]
Velitel sektoru, v němž se Rust právě nalézal, vyslal na průzkum další dva stíhací letouny. Oba MiGy pak letěly asi minutu vedle Cessny, jeden nalevo a druhý pod ní, ač udržet takhle nízkou rychlost pro ně nebylo zrovna jednoduché. Jejich piloti se s Rustem pokusili spojit, žádnou odpověď ale nedostali, neboť jejich vysílačky uměly komunikovat pouze na vojenských frekvencích. Následně jen zvýšily rychlost a po dalším průletu zmizely v mracích.
Radary vzdušné obrany zachytily Rustovu Cessnu ještě několikrát, ale zmatky pokračovaly. Peruť ze Pskova[zdroj?] byla na manévrech, a kvůli tomu, že nezkušení piloti často zapomínali správně nastavit své vysílače IFF signálu, místní letečtí dispečeři přiřadili Rustově Cessně statut spřáteleného letounu, neboť ji pokládali za jedno z trénujících letadel.
Kolem čtvrté se Rust dostal u jezera Seliger nedaleko Kušinova do další oblasti. Byla vyslána třetí dvojice stíhaček, ale kvůli nízké oblačnosti nemohli sestoupit dostatečně nízko a Cessnu tak ani nezahlédli. Rust tak pokračoval dál; od Moskvy ho dělilo asi 230 km a dvě a půl hodiny letu.
U Toržoku byla Cessna znovu považována za spřátelený letoun. Den předtím se tu zřítilo jedno letadlo a záchranná operace měla za následek zvýšení provozu v celé oblasti.[zdroj?] Rust, jenž letěl v pomalém vrtulovém stroji, tak byl zaměněn za jednu ze dvou helikoptér, které se také podílely na záchranných pracích.
Cessna byla spatřena ještě několikrát a dvakrát byla mylně označena jako spřátelený letoun.[zdroj?] Ve zprávě velitele leningradského sektoru pro jeho moskevského protějška se o ní psalo jen jako o sovětském letadle, které má vypnutý transpondér, neuváděla nic o neidentifikovatelném stroji, jenž už od hranic míří přímo na Moskvu, ani o západoněmeckém letadle, které spatřili stíhači. Zpráva tak nespustila žádný poplach.

### Nad Moskvou
Okolo šesté večerní místního času se Cessna dostala nad moskevská předměstí. Nad celým městem byly lety zakázány, ovšem ona letěla dál. Ve chvíli, kdy přelétávala nad letištěm Šeremetěvo, došlo dokonce k vypnutí celého místního systému protivzdušné obrany. Při pozdějším vyšetřování se dispečeři vyjádřili, že až někdy touhle dobou jim došlo, že se něco děje.
Rust původně plánoval přistát v Kremlu, ale cestou si to rozmyslel; obával se totiž, že letadlo skryté za zdmi Kremlu by usnadnilo KGB práci — jeho by uvěznili a celou akci popřeli. Proto se rozhodl, že přistane raději na Rudém náměstí. Ani to však nebylo možné, protože na náměstí bylo příliš mnoho chodců.
Po dalším obletu náměstí tak nakonec přistál na Velkém Moskvoretském mostě u chrámu Vasila Blaženého. Následné prošetřování události odhalilo, že tramvajové troleje, které jinak obvykle byly na mostě nataženy — a které by mu mimochodem zabránily v přistání na tomto místě — byly kvůli údržbě z většiny sundány ten den ráno a znovu namontovány den po incidentu.
Po přistání roloval Rust k chrámu, až se zastavil na menším náměstí Vasilevskij spusk. Přímo na Rudé náměstí se nedostal, protože kolem chrámu vedl nízký plot, který mu zablokoval cestu. Motor vypnul v 18.43, po letu trvajícím téměř pět a půl hodiny. Byl uvítán překvapenými kolemjdoucími, kteří jej následně žádali o autogram. Jeden britský doktor zachytil Rustovo obkroužení Rudého náměstí i přistání na mostě na videokameru. Dvě hodiny po přistání byl Mathias Rust zatčen.

## Dohra
Proces s Rustem začal v Moskvě 2. září 1987. O dva dny později byl odsouzen ke čtyřem letům nucených prací za výtržnictví, porušení mezinárodního leteckého práva a narušení sovětské hranice; jeho žádost o milost byla zamítnuta. Rust ale do pracovního tábora nikdy nenastoupil, z bezpečnostních důvodů zůstal ve vyšetřovací cele v moskevském vězení Lefortovo. Dva měsíce po procesu se Reagan a Gorbačov dohodli na podpisu Dohody o nukleárních zbraních středního doletu a Rust tak byl v říjnu 1988, po 432 dnech vězení, jako projev dobré vůle Východu, propuštěn na svobodu a vyhoštěn ze Sovětského svazu.
Rust se do Západního Německa vrátil běžnou leteckou linkou 3. října 1988 a jeho návrat si získal velkou mediální pozornost. On ale odmítl hovořit se shromážděnými novináři, neboť jeho rodina mezitím prodala exkluzivní práva na rozhovor německému časopisu Stern za 100 tisíc německých marek, pouze uvedl, že s ním bylo ve vězení zacházeno dobře. Novináři jej vylíčili jako „psychicky labilního a nebezpečným způsobem nezkušeného“.
William E. Odom, bývalý ředitel Národní bezpečnostní agentury a autor The Collapse of the Soviet Military (Kolaps sovětské armády), o Rustově letu řekl, že poškodil reputaci sovětské armády, což dalo Gorbačovovi záminku pro odvolání mnoha zarytých odpůrců jeho reforem. Ministr obrany Sergej Leonidovič Sokolov a velitel vzdušné obrany Alexandr Koldunov byli odvoláni spolu s asi dvěma tisíci dalších důstojníků. Toto byly největší personální změny v sovětské armádě od Stalinovy Velké čistky před padesáti lety.

## Další osudy Rustovy Cessny

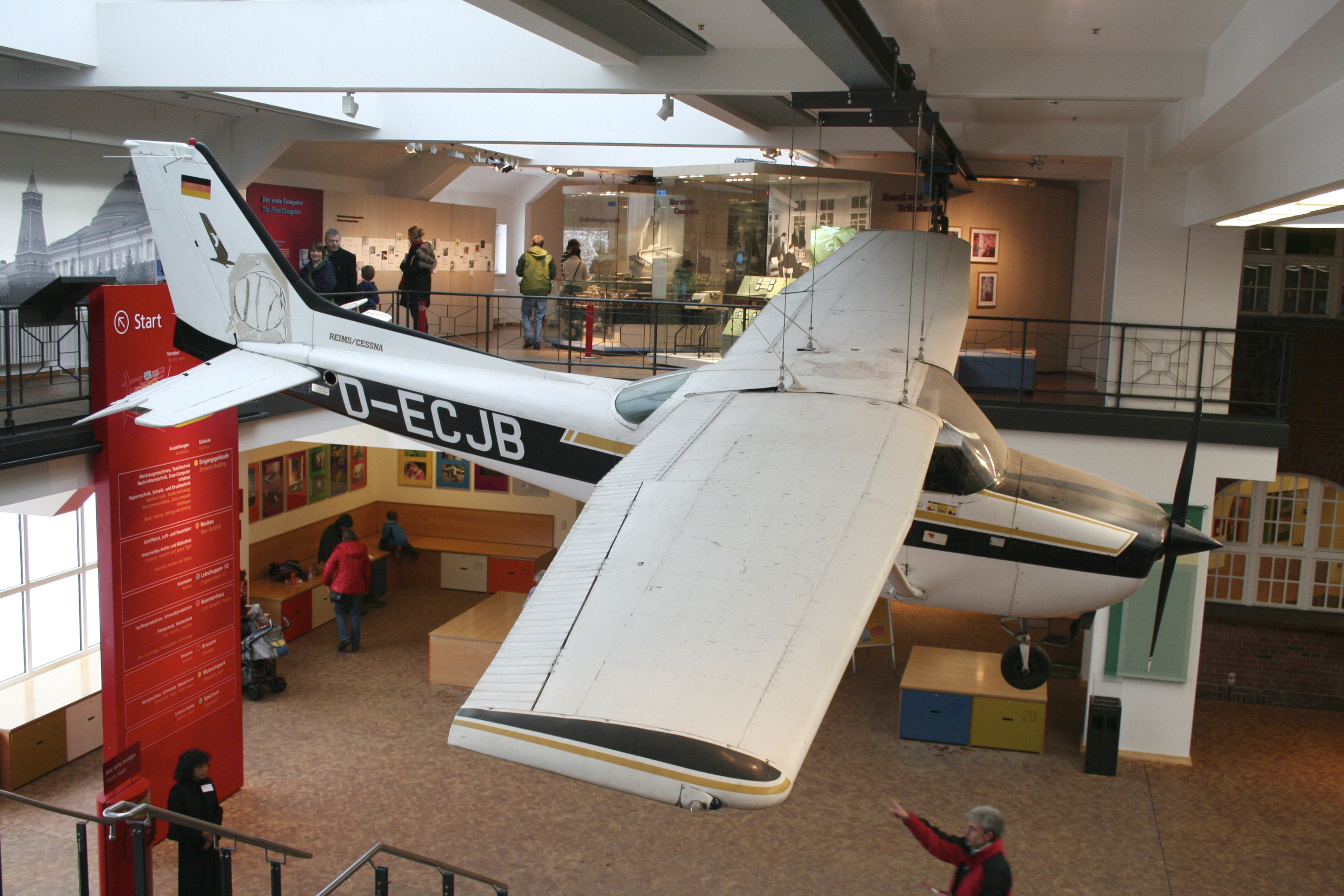
Rustova Cessna v Deutsches Technikmuseum Berlin

Ač byla Cessna hamburským aeroklubem prodána už 24. června 1987, až 19. října se vrátila po vlastní ose ze Sovětského svazu. Novým majitelem letadla se stala kosmetická společnost Azuma Royal, která jej plánovala využít k reklamním letům pro módní značku Moderne Creation München.
Na počátku 90. let pak byla Cessna 172 prodána do Japonska, kde ji několik let vystavoval majitel sportovního klubu v Utsunomiyy. Na konci roku 2008 však byla vrácena do Německa a od 29. května 2009 je umístěna ve vstupní hale technického muzea Deutsches Technikmuseum v Berlíně.

## Pozdější život
V roce 1989 se během výkonu své civilní služby v jedné hamburské nemocnici pokusil Rust pozvat jednu ze sestřiček na kávu. Když nabídku odmítla a začala ho urážet, neovládl se a pobodal ji. Za zranění, která jen stěží přežila, byl odsouzen ke dvěma letům odnětí svobody; po pěti měsících však byl propuštěn.
V roce 1994 se pokusil Rust obchodovat v Rusku s obuví, ale neprorazil. Roku 1996 konvertoval k hinduismu a oženil se s Athenou, dcerou bombajského obchodníka s čajem, kterou potkal na svých cestách v Trinidadu. V roce 2001 byl Mathias Rust usvědčen z krádeže kašmírového svetru, o čtyři roky později byl vyšetřován pro podvody.
V roce 2002 založil mediační službu, která se např. snažila o urovnání konfliktů na Blízkém východě. Později se začal živit jako profesionální hráč pokeru. V roce 2007 byl dvakrát rozvedený a na turnaji v Las Vegas vyhrál 750 000 dolarů; měl však i velké ztráty. V roce 2012 pak pracoval jako analytik v jedné investiční bance se sídlem v Curychu.

## Odkaz incidentu
Rustův let zasadil ránu autoritě sovětského režimu a stal se tak zdrojem mnoha vtipů. Ještě nějakou dobu po incidentu označovali moskevští občané Rudé náměstí jako Šeremetěvo-3. Na konci roku 1987 byl pak prý policejní radiový kód moskevské policie doplněn o kód pro přistání letadla.
Brzy po incidentu vydal subLOGIC, vývojář série leteckých simulátorů Microsoft Flight Simulator, rozšíření, které přidávalo do her i Západní Evropu spolu s Helsinkami a Moskvou; simulátor přitom obsahoval speciální výzvu — přistát po vzoru Mathiase Rusta na Rudém náměstí.
Estonský prezident Lennart Meri pojmenoval svého vlčáka na počest Rusta.
Závěrečná skladba z alba La Increíble Aventura (Neuvěřitelné dobrodružství) z roku 2004 od španělské skupiny Migala se jmenuje Lecciones de Vuelo con Mathias Rust (Lekce létání s Mathiasem Rustem).
V norském filmu Mladí rebelové z roku 2008 se objevila fiktivní punk-rocková skupina Mathias Rust Band.